# Pete Wolf Band
Die Pete Wolf Band ist eine deutsche Country-Band um den Musiker Wolfgang Remling, bekannt unter seinem Pseudonym Wolfgang Petry.

## Geschichte
Die Pete Wolf Band ist eine Countryband aus Deutschland, die vom deutschen Musiker Wolfgang Remling gegründet wurde. Remling, bekannt als Schlagersänger unter dem Pseudonym Wolfgang Petry, widmet sich hierbei seiner „Liebe“ zur englischsprachigen Blues-, Country- und Rockmusik. Bei dem Pseudonym „Pete Wolf“ handelt es sich um eine Abwandlung von „Wolfgang Petry“.
Die erste Veröffentlichung erfolgte am 29. September 2017 mit der Single Girl Crush. Einen Monat später erschien mit I’d Really Love to See You Tonight, einem Cover des Originals vom US-amerikanischen Duo England Dan & John Ford Coley, die zweite Singleauskopplung am 20. Oktober 2017. Beide Singles waren Teil des Debütalbums Happy Man, das eine Woche nach I’d Really Love to See You Tonight am 27. Oktober 2017 erschien. Das Coveralbum wurde von laut.de unter anderem mit 3/5 Sternen bewertet und erreichte Rang 65 der deutschen Albumcharts.
Nachdem im Jahr 2018 keine Veröffentlichungen erfolgten, erschien die nächste Veröffentlichung mit der Single And If am 25. Oktober 2019. Fünf Wochen später, am 29. November 2019, erschien mit 2084 the World Is a Different Place die nächste Single, die zeitgleich auch in einer deutschsprachigen Version mit dem Titel 2084 ist die Welt ein anderer Ort erschien. Wie schon beim Debütalbum erschien das zweite Album auch eine Woche nach der zweiten Vorabsingleauskopplung. Das zweite Studioalbum 2084 erschien am 6. Dezember 2019 und bestand diesmal aus Neukompositionen. Im Gegensatz zum Vorgänger erreichte das Album nicht die Charts. Einen Tag nach der Albumveröffentlichung trat die Band bei der Spendengala Ein Herz für Kinder im ZDF auf. Dabei handelte es sich um den ersten TV-Liveauftritt von Petry seit 13 Jahren.

## Diskografie

### Alben
| Jahr | Titel Musiklabel                  | Höchstplatzierung, Gesamtwochen, AuszeichnungChartsChartplatzierungen (Jahr, Titel, Musiklabel, Platzierungen, Wochen, Auszeichnungen, Anmerkungen) | Anmerkungen                            |
| Jahr | Titel Musiklabel                  | DE | Anmerkungen                            |
| ---- | --------------------------------- | --- | -------------------------------------- |
| 2017 | Happy Man Na klar! Records (Sony) | DE65 (1 Wo.)DE | Erstveröffentlichung: 27. Oktober 2017 |
| 2019 | 2084 Na klar! Records (Sony)      | — | Erstveröffentlichung: 6. Dezember 2019 |

### Singles
| Jahr | Titel Album                                                                                   | Anmerkungen                              |
| ---- | --------------------------------------------------------------------------------------------- | ---------------------------------------- |
| 2017 | Girl Crush Happy Man                                                                          | Erstveröffentlichung: 29. September 2017 |
| 2017 | I’d Really Love to See You Tonight Happy Man                                                  | Erstveröffentlichung: 20. Oktober 2017   |
| 2019 | And If 2084                                                                                   | Erstveröffentlichung: 25. Oktober 2019   |
| 2019 | 2084 the World Is a Different Place 2084 ist die Welt ein anderer Ort (Deutsche Version) 2084 | Erstveröffentlichung: 29. November 2019  |